# 梅普爾普萊恩 (明尼蘇達州)
梅普爾普萊恩（英語：Maple Plain）是一個位於美國明尼蘇達州亨內平縣的城市。

## 人口
根據2020年美國人口普查的數據，梅普爾普萊恩的面積為2.77平方千米，當中陸地面積為2.76平方千米，而水域面積為0.01平方千米。當地共有人口1743人，而人口密度為每平方千米629人。